# Зои (циклон)
Циклон «Зои» (англ. Cyclone Zoe) — второй по интенсивности тропический циклон из зарегистрированных в Южном полушарии после циклона Уинстон и самый сильный тропический циклон в мире в 2002 году.
Циклон Зои серьёзно затронул районы Ротумы, Соломоновых островов и Вануату. Сильные дожди и ветра были наиболее разрушительными для Соломоновых островов, особенно для островов Анута и Тикопия. Там были уничтожены многочисленные посевы и плодовые деревья. Пляжи также подверглись сильной эрозии из-за высоких волн, вызванных циклоном. Хотя в Вануату последствия были меньше, самые северные острова страны подверглись сильному наводнению, а пляжи были разрушены.

## Метеорологическая история
Истоки сильного тропического циклона Зои можно проследить от скопления конвективного облака, которое образовалось к 22 декабря в зоне конвергенции южной части Тихого океана к северу от Самоанских островов. Система впоследствии возникла из зоны конвергенции южной части Тихого океана и была классифицирована как «тропическая депрессия 04F», в то время как она находилась к востоку от Фунафути в Тувалу. В течение следующих нескольких дней системы направлялись к юго-западу под влиянием среднего уровня субтропического хребта зоной высокого давления.
После того как «депрессия» пересекла международную линию перемены дат рано утром 25 декабря, атмосферная конвекция вокруг 04F усилилась, и система стала более организованной. В это время вертикальный сдвиг ветра над системой быстро уменьшился, а отток из системы значительно улучшился. В результате Объединённый центр предупреждения о тайфунах Соединённых Штатов (JTWC) выпустил предупреждение о формировании тропического циклона, прежде чем они инициировали выдачу рекомендаций по системе и обозначили её как «Тропический циклон 06P». В тот же день в 21:00 UTC (08:00 26 декабря SIT) FMS сообщила, что депрессия превратилась в тропический циклон 1 категории по австралийской шкале интенсивности тропических циклонов, и назвала её Зои. В то время система была расположена примерно в 220 км (135 миль) к северо-западу от Фиджийской зависимости; Rotuma и двигалась на запад со скоростью около 18 км / ч (11 миль в час).
После этого циклон активизировался в очень благоприятных условиях и достиг 3 категории до 12:00 UTC (23:00 МСНО) 26 декабря. Глаз Зои впоследствии стал видным на инфракрасном спутниковом изображении, в то время как система продолжала усиливаться и 27 декабря превратилась в сильный тропический циклон 5-й категории. В течение 27 декабря JTWC сообщил, что Зоя стала эквивалентом урагана 5-й категории по шкале Саффира — Симпсона. Шкала ураганного ветра достигла пика с 1-минутной скоростью 285 км / ч (180 миль в час) и прошла примерно в 50 км (30 миль) к юго-востоку от острова Соломон: Анюта. Впоследствии Зои повернула на юго-запад и прошла между Соломоновыми островами Анута и Фатака, поскольку субтропический хребет ослабел в ответ на падение давления на верхнем уровне над Тасмановым морем. В начале 28 декабря FMS подсчитала, что система достигла пика как сильный тропический циклон 5 категории с 10-минутной устойчивой скоростью ветра 240 км/ч (150 миль/ч) и минимальным давлением 890 гПа. (26,28 дюйма рт. Ст.). К этому времени рулевой поток через циклон стал слабым и изменчивым, поскольку система проходила в пределах 30 км (20 миль) от острова Тикопия. В результате Зои практически остановилась и выполнила небольшую циклоническую петлю по часовой стрелке в окрестностях Тикопии, однако глаз системы не прошёл над островом.
В течение 29 декабря, после того как система остановилась, Зои начала двигаться на юго-восток в ответ на усиливающийся рулевой поток, обеспечиваемый жёлобом низкого давления верхнего уровня и бароклинной системой около Новой Каледонии. В течение следующих нескольких дней система быстро ослабла под влиянием: усиления вертикального сдвига ветра, сухого воздуха и более низких температур морской поверхности. В течение 31 декабря, когда система продолжала движение на юго-восток, она прошла около 390 км (240 миль) к юго-западу от Нади, Фиджи, как тропический циклон 2 категории. К этому времени система переходила в экс-тропический циклон, в то время как глубокая конвекция, окружающая систему, значительно уменьшилась. В результате дальнейшего ослабления, JTWC выпустила свое последнее предупреждение о Зои 1 января 2003 года, в то время как FMS сообщила, что Зои ослабла в тропическую депрессию. Система впоследствии изогнулась и начала двигаться на юго-запад в течение 2 января, прежде чем она была объявлена внетропической, поскольку она взаимодействовала с внетропическим минимумом, который находился над Тасмановым морем. Впоследствии Зои в последний раз была замечена 4 января, когда она находилась примерно в 367 км (230 миль) к юго-востоку от Нумеа, Новая Каледония.

### Интенсивность
По оценке FMS, при максимальной интенсивности Зои относится к категории сильных тропических циклонов 5 категории с устойчивой 10-минутной скоростью ветра 240 км/ч (150 миль в час) и минимальным давлением 890 гПа (26,28 дюйма ртутного столба). Зои был самым интенсивным тропическим циклоном в Южном полушарии до тех пор, пока повторный анализ циклона Уинстон в 2017 году не оценил минимальное давление 884 гПа (26,10 дюйма ртутного столба), превосходя Зои. Объединённый центр предупреждения о тайфунах Соединённых Штатов сообщил, что система достигла пика при 1-минутной устойчивой скорости ветра 285 км/ч (180 миль в час) и минимальном давлении 879 гПа (25,96 дюйма ртутного столба). Обе эти оценки интенсивности были основаны на субъективном применении метода Дворжака, поскольку прямых наблюдений за интенсивностью системы не проводилось.

## Подготовка
Тропический циклон Зои прежде всего сказался на Соломоновы острова из Ануты, Тикопиа, Ваникоро и необитаемый остров Фатутака с 27 по 30 декабря 2002 года. Система и связанные с ними жёлоб низкого давления впоследствии повлияли на Фиджи и северные острова Вануату. Однако о смертельных случаях в результате сильного тропического циклона Зои не сообщалось. В результате воздействия этой системы, имя Зоя было исключено из списков тропических циклонов южной части Тихого океана со стороны Всемирной метеорологической организации.
Рано утром 26 декабря RSMC Nadi и TCWC Brisbane начали выпускать предупреждения для поддержки метеорологических служб Вануату и Соломоновых островов в отслеживании циклона. TCWC Brisbane отменил свои рекомендации для Соломоновых островов поздно вечером 29 декабря, в то время как RSMC Nadi продолжал выпускать рекомендации для Вануату до начала следующего дня. Из-за ряда проблем с Метеорологической службой Соломоновых Островов, таких как невыплата арендной платы за офисы, в которых они работали, и ненадежное электроснабжение, TCWC Brisbane направила первую консультацию непосредственно в Радиовещательную корпорацию Соломоновых островов (SIBC), чтобы они могли транслировать их через свою сеть. Они транслировались только на английском языке. После подтверждения того, что предупреждения были получены SIBC, TCWC Brisbane начал передавать им предупреждения каждые 3 часа. На следующий день Радио Австралии с ними связались, чтобы договориться о том, чтобы они получали и транслировали предупреждения. Первоначальные опасения по поводу того, что предупреждающие сообщения не дошли, возникли из-за отсутствия двусторонней радиосвязи с людьми как на Тикопии, так и на Ануте, поэтому у властей не было возможности узнать, какую информацию получили люди, и не было другого способа информировать их. Однако, когда связь была восстановлена после того как угроза циклона миновала, было обнаружено, что некоторые из предупреждений были получены, когда коротковолновый прием был доступен в разное время до позднего вечера 27 декабря, когда связь была прервана. Тем людям, которые не понимали предупреждений, беглецы, которые переходили из хижины в хижину и в церкви, советовали сообщить о надвигающейся буре. Люди сразу же начали срезать пальмовые листья и банановые стволы, пытаясь поддержать и укрепить крыши и стены. Празднования Нового года были отменены или перенесены в общественные хижины, где люди укрывались в закрытых помещениях. Попыток эвакуации не предпринималось, пока Зои не стала настолько сильной, что жилища оказались под угрозой неминуемого затопления или не начали разрушаться.
Хотя Зои никогда не встречала больших массивов суши, она затронула несколько населенных островов с общим населением около 1700 человек.
Самый серьёзный ущерб, нанесенный Зои, произошёл на Тикопии, которая была полностью уничтожена. На другом конце Тикопии ни один дом не выстоял после того, как волны длиной 12 м (39 футов) и ветер со скоростью 320 км/ч (200 миль в час) обрушились на небольшой остров. По сообщениям прессы, остров подвергся полному опустошению, и все, что осталось, — это «только песок и мусор». Через пять дней после того, как разразился шторм, возникли опасения по поводу значительных человеческих жертв, поскольку не было контакта с наиболее пострадавшими островами. Фотограф, снимавший разрушения с воздуха, заявил, что было бы чудом, если бы не было большого количества человеческих жертв.
На Ануте 90 % домов остались нетронутыми, а 70 % посевов — неповрежденными. Связь с островом пропала на неделю. Вануату был затоплен морской водой, жители деревни собирали рыбу из своей деревенской зелени.

### Фиджи
В течение 26 декабря FMS выпустила предупреждение о сильном ветре для фиджийской территории Ротума, где ожидались сильные дожди, шквальные грозы и порывы ветра до 80 км /ч (50 миль). Предупреждение о сильном ветре было впоследствии отменено через два дня, прежде чем были выпущены новые предупреждения о сильном ветре для фиджийских островов Вити-Леву, Ясава, Маманука, Кадаву, Ватулеле и близлежащих более мелких островов по мере того, как система двигалась на юго-восток в течение 30 декабря. На следующий день Зои прошла около 335 км (210 миль) к западу от Нади на острове Вити-Леву, прежде чем предупреждения о сильном ветре были отменены. Система вызвала сильные дожди над большинством островов Фиджи, а также сильные и незначительные ураганные ветры над западной и юго-западной частями островного государства. Люди, которые жили вдоль юго-западного побережья Вити-Леву, сообщали о том, что видели большие волны в море, однако, согласно FMS, ни одна из этих волн не затопила сушу. На Фиджи также не было зафиксировано повреждений от циклона.

## Последствия
Через несколько дней после прохождения Зои правительство Соломоновых островов объявило пострадавшие острова зонами бедствия. К 5 января из Хониары была отправлена гуманитарная помощь, а вскоре после этого последовала международная помощь. Просьбы о помощи к Новой Зеландии, Австралии и Франции поступили от Соломоновых Островов. В течение почти недели жители Тикопии выживали без посторонней помощи, пили кокосовое молоко и ели то, что осталось от их запасов еды. Первое судно помощи наконец прибыло на остров 6 января, доставив медикаменты и продукты питания. Хотя жители острова не получили никаких предупреждений до прихода Зои, было обнаружено, что они обратили внимание на естественные предупреждающие знаки и искали убежище в пещерах, что не привело к человеческим жертвам. Дополнительные припасы были доставлены в Ануту 6 января местным судном.
Поставки были задержаны полицией Соломоновых островов на несколько дней, так как они запросили дополнительную оплату перед отправкой грузов на острова. Из миллионов долларов, обещанных Австралией, к 4 января было предоставлено только 270 000 долларов.